# Sinfonia of London

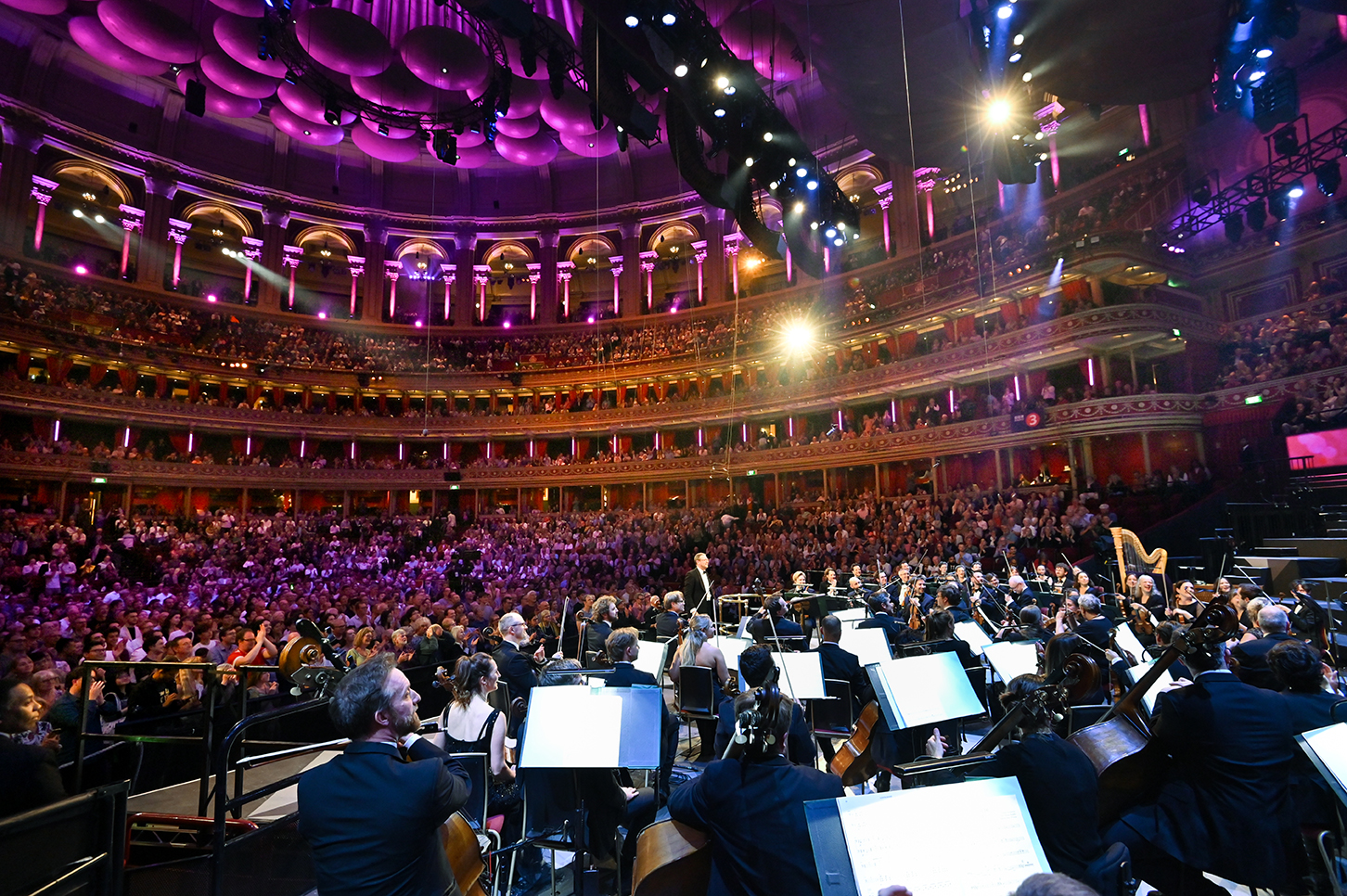
Sinfonia of London

Le Sinfonia of London est un orchestre de studio basé à Londres au Royaume-Uni. 

## Historique
Le Sinfonia of London a été fondé en 1955 par Muir Mathieson, le directeur musical de The Rank Organisation. Cet orchestre joue la bande originale de nombreux films britanniques et américains et de séries, comme Les Feux de l'Amour.